# Вишонкі-Випихи
Вишонкі-Випихи (пол. Wyszonki-Wypychy) — село в Польщі, у гміні Клюково Високомазовецького повіту Підляського воєводства.
Населення — 183 особи (2011).
У 1975—1998 роках село належало до Ломжинського воєводства.

## Демографія
Демографічна структура станом на 31 березня 2011 року:
|          | Загалом | Допрацездатний вік | Працездатний вік | Постпрацездатний вік |
| -------- | ------- | ------------------ | ---------------- | -------------------- |
| Чоловіки | 96      | 21                 | 56               | 19                   |
| Жінки    | 87      | 15                 | 40               | 32                   |
| Разом    | 183     | 36                 | 96               | 51                   |